# サブユニットワクチン
サブユニットワクチン（英: subunit vaccine）とは、病原体粒子を全体的またはその他の方法で導入することなく、免疫系に1つ以上の抗原を提示するワクチンである。抗原はどのような分子であってもよく、タンパク質のサブユニットである必要はない。「サブユニット」という言葉は、単に抗原が病原体の断片であることを意味する。不活化ワクチンと同様に、ワクチンは完全に「死滅」しているため、リスクが低くなっている。

## タンパク質ベース
サブユニットワクチンの製造方法の一つは、ウイルスから特定のタンパク質を単離し、これを単独で投与するものである。この方法の弱点は、単離されたタンパク質が変性する可能性があることである。サブユニットワクチンの第2の製造方法は、標的とするウイルスや細菌からの抗原の遺伝子を別のウイルス（ウイルスベクター）、B型肝炎ワクチンの場合のように酵母（酵母ベクター）、あるいは減衰した細菌（細菌ベクター）に入れて、組換えワクチンの重要な成分となる組換えウイルスまたは細菌を作る方法（組換えサブユニットワクチンと呼ばれる）がある。ゲノム的に改変された組換えベクターは抗原を発現する。抗原（タンパク質の1つまたは複数のサブユニット）はベクターから抽出される。大成功したサブユニットワクチンと同様に、組換えベクターで生産された抗原は、患者にはほとんどリスクがない。これは、現在B型肝炎に使用されているタイプのワクチンであり、実験的に一般的であり、エボラウイルスやHIVなどのワクチン化が困難なウイルスに対する新しいワクチンを開発するために使用されている。

## その他のサブユニット
Vi莢膜多糖ワクチン（英: Vi capsular polysaccharide vaccine、ViCPS）は、サルモネラ菌のTyphi血清型によって引き起こされる腸チフスに対する別のサブユニットワクチンである。Vi抗原は、タンパク質ではなく、細菌莢膜（きょうまく）多糖で、長い糖鎖が脂質に結合してできている。ViCPSのような莢膜ワクチンは、子供の免疫応答を引き出す力が弱い傾向がある。この多糖とトキソイドを連結させた結合型ワクチンを作ることで効果が高まる。

## 長所と短所

### 長所
- 病毒性（英語版）に戻ることはない。つまり、防御しようとしている疾患を引き起こすことはない[7][8]。
- 免疫不全患者に安全である[9]。
- 条件の変化に耐えることができる（例：温度、露光、湿気）[7]。

### 短所
- 弱毒化ワクチンと比較して免疫原性が低下している[8][9]。
  - 免疫原性を向上させるためにアジュバントを必要とする[7][8]。
  - 長期的な免疫力を得るために複数回の投与（ブースター投与）を必要とすることが多い[7][8]。
- 必要な免疫応答を引き起こす特定の抗原を単離することが困難な場合がある[9]。